# Försäkrings AB Amphion

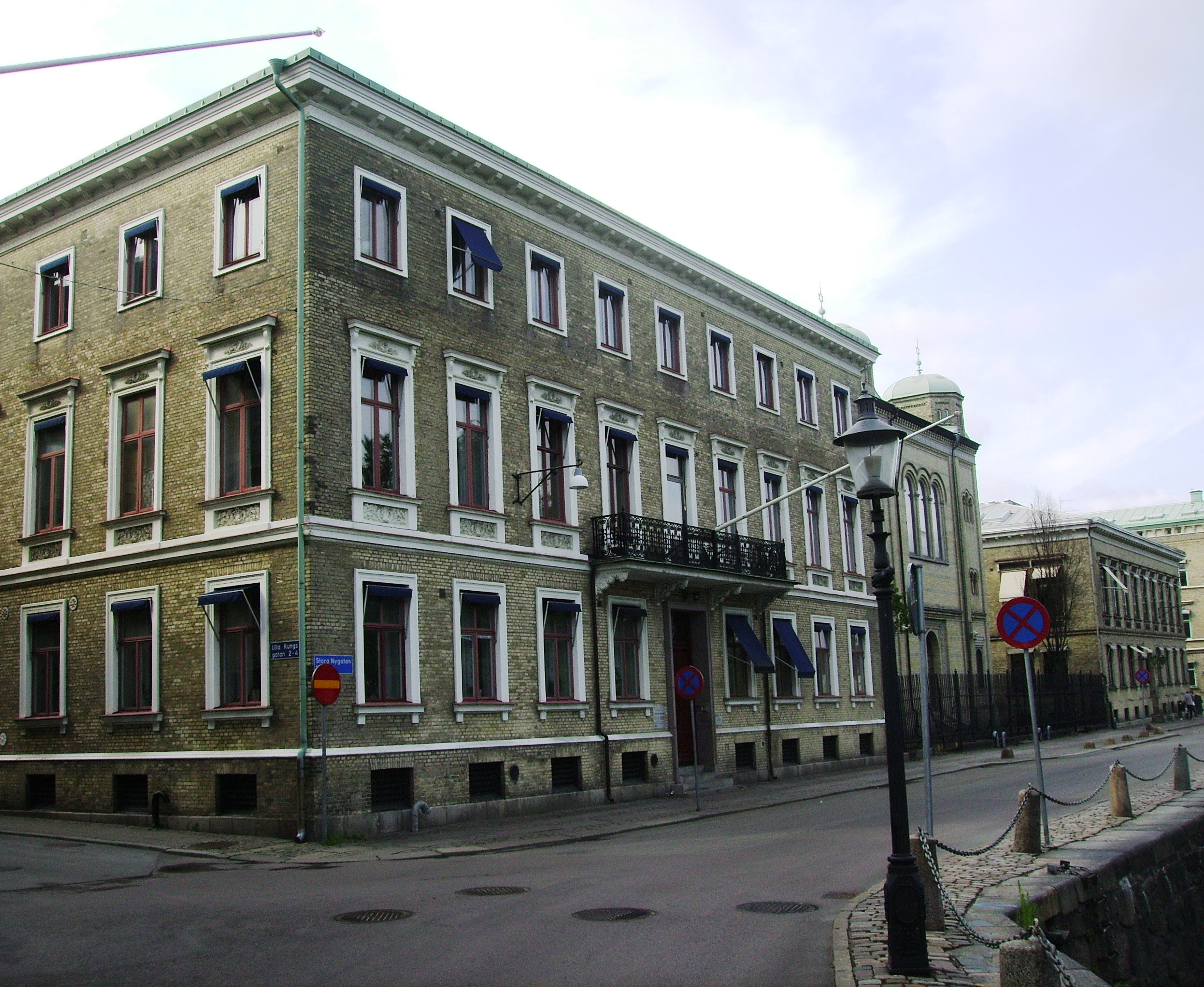
Stora Nygatan 17 1/2

Försäkringsaktiebolaget Amphion är ett försäkringsbolag som bildades 1916 i Göteborg.
Verksamheten tog sin början i fastigheten Lilla Torget 2. År 1922 förvärvade bolaget fastigheten Stora Nygatan 17 ½ av Robert Dicksons arvingar.
De branscher inom vilka bolaget återfanns representerat är allt från sjö- och krigsförsäkringar, de ursprungliga branscherna, till brand och de s.k. småbranscherna. Bolaget drev återförsäkring i snart sagt alla branscher utom liv. 1919-23 fanns ett dotterbolag, Återförsäkringsaktiebolaget Odeion, som införlivades med Amphion. År 1923 bytte bolaget också namn från Återförsäkringsaktiebolaget Amphion till Försäkringsaktiebolaget Amphion.
Den första styrelsen utgjordes av August Lillienau, som verkade som ordförande, och Carl Ahlberg, J. Alb. Janson, E.W. Molin och VD:n Pehr Gyllenhammar. När Gyllenhammar avled 1930 efterträddes han av Eric A. Hygrell, som vid sin pensionering efterträddes av Knut Zetterqvist. År 1950 förvärvade Försäkrings AB Ocean aktiemajoriteten, varefter bolagsstyrelsen rekonstruerades. Pehr Gyllenhammar blev ordförande, son till bolagets förste VD. När Svea-Nornan skaffade sig aktiemajoriteten i holdingbolaget Argo kom Amphion att tillhöra Sveagruppen.